# Parafia Najświętszej Maryi Panny Królowej Polski w Bystrzycy Starej
Parafia Najświętszej Maryi Panny Królowej Polski w Bystrzycy Starej – parafia rzymskokatolicka w Bystrzycy Starej, należąca do archidiecezji lubelskiej i Dekanatu Bychawa. Została erygowana w 1983. Mieści się pod numerem 1. Jest prowadzona przez księży archidiecezjalnych.

## Zasięg parafii
Do parafii należą wierni z następujących miejscowości: Bystrzyca Nowa, Bystrzyca Stara, Kajetanówka, Osmolice Pierwsze (część), Osmolice Drugie (część), Pawłówek, Piotrowice, Strzyżewice (część).